# Anssi Hakala
Anssi Hakala (ur. 12 maja 1984) – fiński siatkarz, występujący na pozycji przyjmującego.

## Kluby
- 2000–2002  Tsemppi-82
- 2002–2004  Keski-Savon Paterin
- 2004–2005  Kempeleen Pyrintö
- 2005–2009  Kempeleen Lentopallon
- 2009–2012  Sun Volley Oulu
- 2012–2014  Lentopalloseura Etta